# Greta Hedin

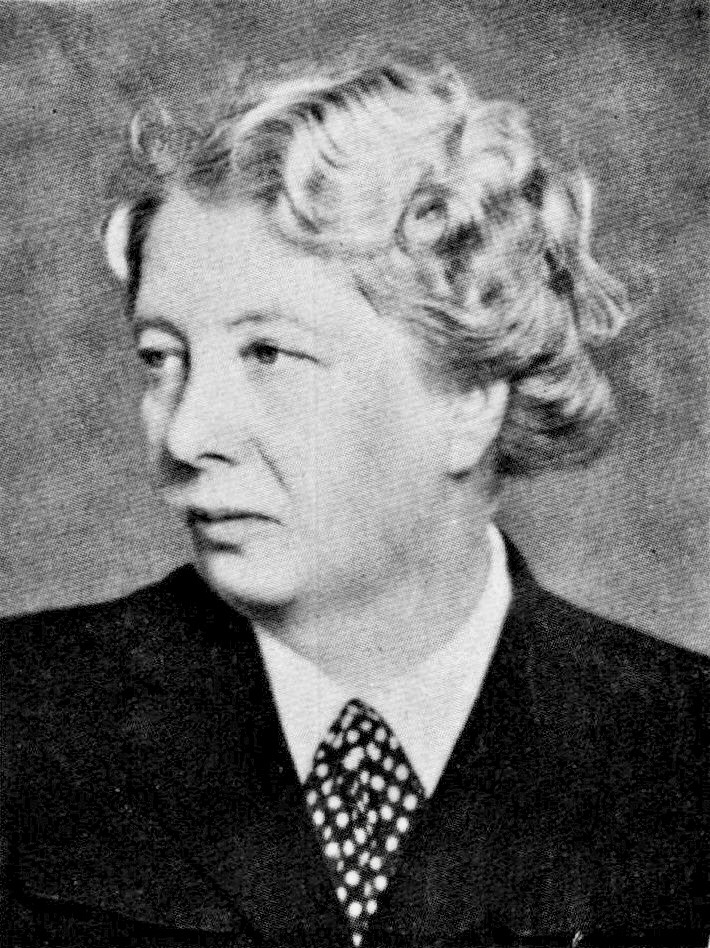
Greta Hedin.

Greta Hedin, född 21 mars 1889 i Göteborg, död 14 juni 1949 i Göteborg, var en svensk litteraturhistoriker.
Hedin blev filosofie doktor i Göteborg 1928 med en avhandling om Manhemsförbundet. Hon blev 1929 docent i litteraturhistoria och från 1930 studierektor vid Sigrid Rudebecks skola i Göteborg. 
Hedin var i sin litteraturforskning främst intresserad av idéhistoria och uppfostring. I sitt akademiska arbete lämnade hon flera grundliga bidrag till studiet av nyromantiken och göticismen. Hon var vice ordförande för Folkpartiet i Göteborg 1937–1948, och vice ordförande 1942–1948 samt ordförande 1948 i Akademiskt bildade kvinnors förening.